# Menhir la Pierre aux Sorciers

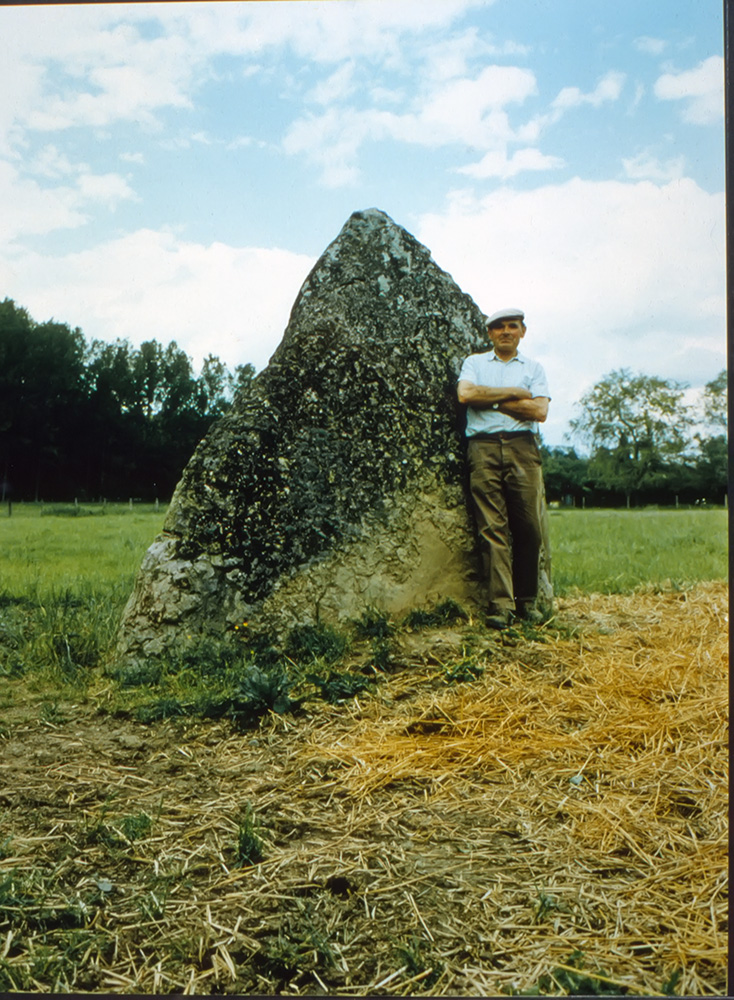
Pierre aux Sorciers in Chevannes

Der Menhir la Pierre aux Sorciers (dt. Stein des Zauberers – auch Pierre de la Justice genannt) steht im Norden der Gemeinde Chevannes bei Montargis im äußersten Norden des Département Loiret in Frankreich.

Menhire im Département

Der etwa 3,0 m hohe Menhir steht hinter den gegenüber der Kirche Saint-Sulpice gelegenen Häusern auf einem Feld. Er scheint gebrochen zu sein.
In der Nähe lag der zerstörte Steinkreis Cercle de Blanche-Forêt.